# Escudo de Lugansk
El escudo de la ciudad de Lugansk es el emblema heráldico que representa a la ciudad de Lugansk. La existencia del escudo fue promulgada en resolución en 1992.

## Detalles

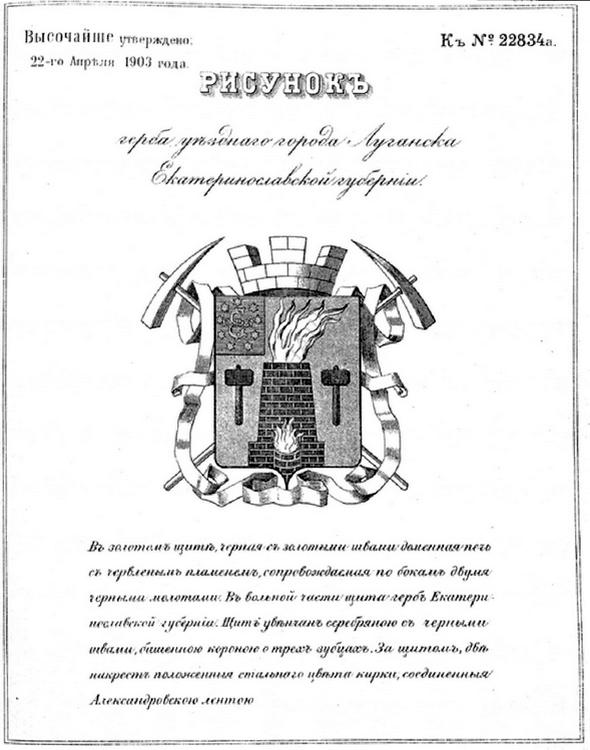
Registro histórico del escudo de armas

El escudo de Lugansk es dorado y en el centro del escudo un alto horno negro con costuras doradas y una llama escarlata. Le acompaña de derecha e izquierda dos martillos negros. En la parte superior izquierda del escudo se ha ubicado el escudo de armas de la provincia de Yekaterinoslav. El escudo está rematado con una corona tipo torre de plata con tres pilares en la parte superior. Desde la porción trasera del escudo aparecen picos de color acero, conectados por una cinta roja.

## Historia
En 1992, se adoptó una resolución sobre la cual el escudo de armas de la ciudad de Lugansk fue presentada por el Consejo de Diputados del Pueblo considerando el escudo de armas como el escudo de armas histórico de Lugansk. El gráfico y las imágenes en color se lleva a cabo de acuerdo con la descripción archivada en el Archivo Histórico Estatal Central de San Petersburgo.
En el año 1882, el pueblo de Luganski Zavod y la comunidad de Kamenni Brod se fusionaron y este asentamiento recibió el nombre de ciudad de Lugansk. Se convirtió en el centro de Slavyanoserbski. El escudo de armas de Lugansk apareció originalmente como el escudo de armas de la fábrica de fundición y cañones de esta nueva comunidad. Después de que el asesor colegiado Pershin completó el diseño, se presentó a la Duma de la ciudad como el escudo de armas de Lugansk. El proyecto de Pershin, aparentemente a fines del siglo XIX, incluso fue aprobado por la Duma de la ciudad de Lugansk. Sin embargo, el Rey de Armas impuso una resolución sobre el escudo de armas, ya que el Senado no autorizó la redacción del escudo de armas, y el Duma se vio obligado a no aprobar este proyecto.
El escudo de armas de la ciudad del condado, el centro del distrito de Slavyanoserbski de la provincia de Ekaterinoslav "Vysochaishe" fue finalmente aprobado el 22 de abril de 1903.

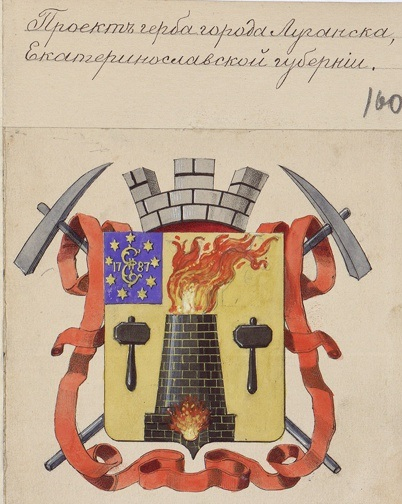
Primera versión del escudo de armas de Lugansk
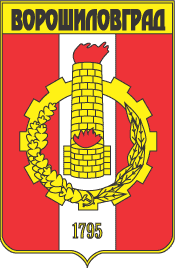
Escudo soviética de Lugansk (1988)